# HD 4295
HD 4295，又名BD+68 49，SAO 11380、HR 200，是一颗恒星，视星等为6.33，位于銀經122.5，銀緯6.46，其B1900.0坐标为赤經0h 40m 22.1s，赤緯+68° 6.46′ 42″。